# Dolomedes albicoxus
Dolomedes albicoxus là một loài nhện trong họ Pisauridae.
Loài này thuộc chi Dolomedes. Dolomedes albicoxus được Philip Bertkau miêu tả năm 1880.